# Fitzen
Fitzen ist eine Gemeinde am Elbe-Lübeck-Kanal im Kreis Herzogtum Lauenburg in Schleswig-Holstein. Zu Fitzen gehören die Wochenendgebiete Heidebrook und Waldweiher.

## Geschichte
Das ursprünglich slawische Dorf Fitzen wurde erstmals im Ratzeburger Zehntregister von 1230 mit dem Namen „Vitsin“, was bedeutete „Ort des Mächtigen“, urkundlich erwähnt. Es besteht jedoch die Auffassung, dass das Dorf schon viel älter ist. Siedler von der Büchener Burg haben demnach in der Nähe des heutigen, noch zu Fitzen gehörenden Gasthauses „Zur Fähre“ ihre Gehöfte gebaut. Das ursprüngliche Vitsin wurde spätestens im Dreißigjährigen Krieg endgültig zerstört. Erst nach Ende dieses Krieges ist das Dorf, an seiner jetzigen Stelle, als Rundlingsdorf neu erbaut worden. 1751 wurde das gesamte Dorf durch einen Brand erneut vernichtet.

## Politik

### Wappen
Blasonierung: „Durch einen schräglinken silbernen Wellenbalken von Blau und Rot geteilt. Vorn eine linksgewendete silber-schwarze Kuh, hinten ein silberner Flusskrebs.“

Gemeindeflagge

### Gemeinderat
Der Gemeinderat Fitzen setzt sich aus neun Mitgliedern zusammen. Alle derzeitigen Mitglieder gehören seit der Kommunalwahl am 14. Mai 2023 der freien Wählergemeinschaft an. Fitzen stellt mit Martin Voß zudem den Amtsvorsteher des Amtes Büchen.
| Name              | Funktion                 |
| ----------------- | ------------------------ |
| Martin Voß        | Bürgermeister            |
| Rolf Eggers       | stellv. Bürgermeister    |
| Ulf Heitmann      | 2. stellv. Bürgermeister |
| Corinna Knust     |                          |
| Holger Runge      |                          |
| Christoph Berling |                          |
| Dietmar Rakowski  |                          |
| Jens Möller       |                          |
| Frank Berling     |                          |

### Flagge
Blasonierung: „Auf weißem, links und rechts durch einen breiten roten Streifen begrenzten Flaggentuch das Gemeindewappen in flaggengerechter Tinktur.“

## Vereine
Der Sportverein Spielfreunde Fitzen wurde 1973 gegründet. Der Verein hat etwas mehr als einhundert Mitglieder und bietet Fußball, Reiten und Kegeln an. 2009 wurde der Tractorpulling-Verein Full Pull Fitzen gegründet. Des Weiteren wird das kulturelle Leben durch den Kulturkreis Fitzen bereichert. Einen weiteren großen Anteil am gemeindlichen Leben hat die Freiwillige Feuerwehr Fitzen und die örtliche Gastwirtschaft Möller´s Gasthof.

## Sehenswürdigkeiten
Zwischen Fitzen und Siebeneichen verkehrt die Fähre Siebeneichen. Diese historische Seilfähre ist die einzige Fähre über den Elbe-Lübeck-Kanal.